# Лерой Зане
Леро́й Зане́ (нім. Leroy Aziz Sané, нім. вимова: [ˈliːʁɔʏ zaˈneː], нар. 11 січня 1996, Ессен, Німеччина) — німецький футболіст, лівий вінгер турецького «Галатасарая» та національної збірної Німеччини.

## Клубна кар'єра
Лерой почав кар'єру в академії клубу «Ваттеншайд 09», звідки перейшов у «Шальке 04». У 2008 році він став гравцем юнацької команди «Баєра», з якою в 2010 році став чемпіоном Західної Бундесліги. У 2011 році Зане повернувся у «Шальке», де у складі юнацької команди до 17 років у 2012 і 2013 роках двічі виграв Кубок Вестфалії і одного разу чемпіонат Західної Німеччини.

### «Шальке 04»
У березні 2014 року Зане підписав із «Шальке» професійний контракт на два роки, який вступав в дію 1 липня 2015 року. У цьому ж місяці він почав потрапляти в заявку першої команди. 20 квітня 2014 року Лерой дебютував у Бундеслізі в гостьовому матчі проти «Штутгарта» (1:3), замінивши Макса Маєра на 77-й хвилині. Свій перший гол у чемпіонаті він забив 13 грудня 2014 року в домашньому матчі проти «Кельна» (1:2).

### «Манчестер Сіті»
2 серпня 2016 за 55 мільйонів євро перейшов у «Манчестер Сіті», підписавши з клубом п'ятирічний контракт.
9 вересня зробив дубль у матчі проти «Ліверпуля» (5:0), забивши на 77-й і 90-й хвилинах. У матчі 7-го туру Прем'єр-ліги проти «Челсі»(0:1), побив рекорд швидкості в Прем'єр-лізі, який встановив Джеймі Варді. Лерой зміг зробити ривок зі швидкістю 35,48 км/год. У тому сезоні Зане отримав нагороду найкращому молодому гравцю англійської Прем'єр ліги від ПФА.
3 січня 2019 в 21 турі АПЛ забив переможний гол у матчі проти «Ліверпуля» (2:1) на 72-й хвилині.
4 серпня 2019 вийшов у стартовому складі у матчі Суперкубку Англії проти «Ліверпуля», але через травму був замінений Жезусом на 13-ій хвилині. Через травму пропустив більшу частину сезону. У червні 2020 відлхилив пропозицію щодо продовження контракту з «Манчестер Сіті», через бажання покинути клуб улітку.

### «Баварія»
3 липня 2020 року Зане узгодив 5-річний контракт з мюнхенською «Баварією». Сума трансферу з «Манчестер Сіті» склала 49 млн. 
Перший гол забив вже у дебютному матчі за «Баварію» проти колишніх одноклубників з «Шальке 04» (8:0).

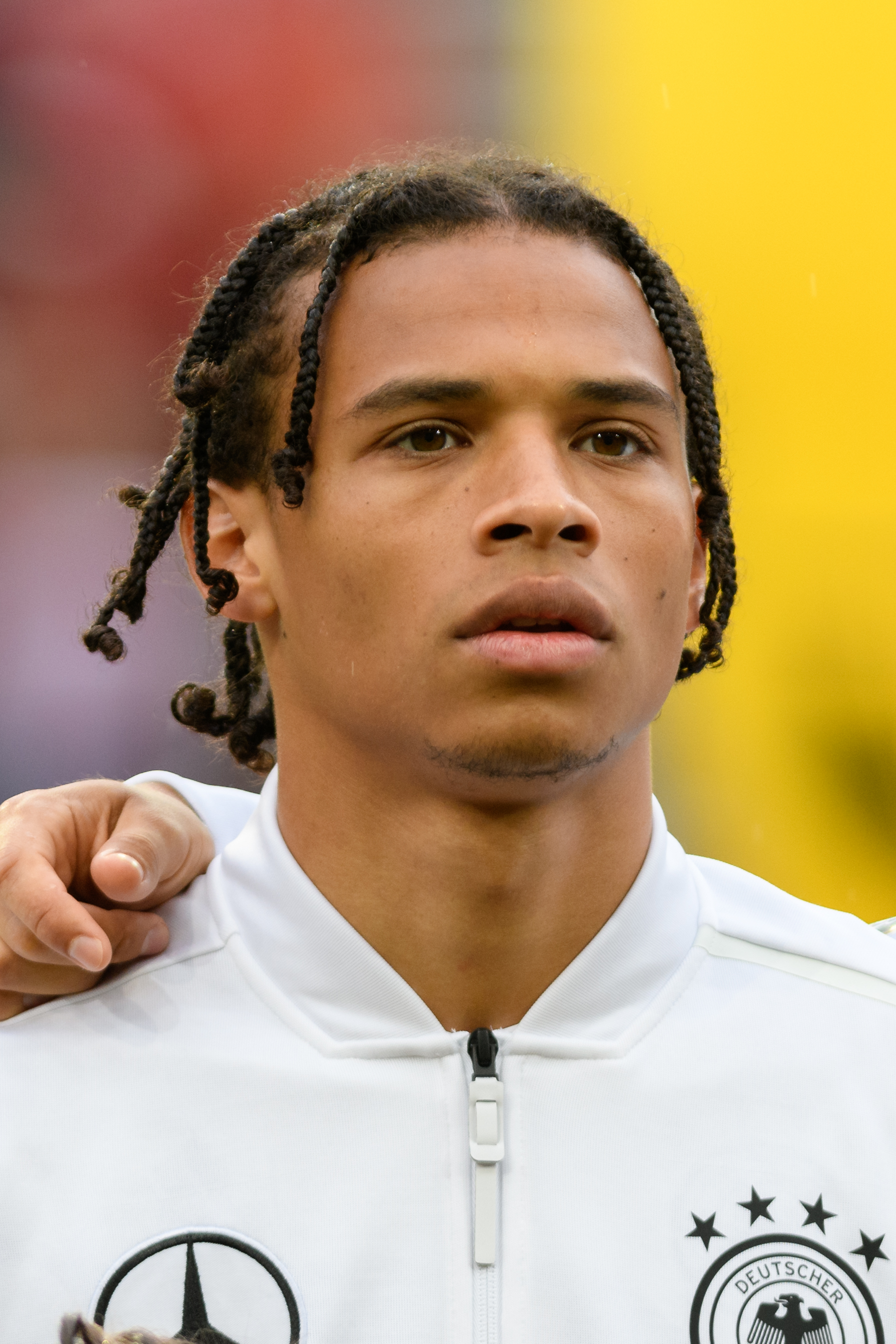
Зане в матчі за збірну в 2018

## = «Галатасарай»
12 червня 2025 року підтверджено, що він стане гравцем Галатасарая. Його зарплата складе 15 мільйонів на рік. Контракт розрахований на 3 сезони.

## Виступи за збірні
5 вересня 2014 року Зане дебютував у складі юнацької збірної Німеччини до 19 років у матчі проти збірної Нідерландів, забивши переможний гол. Наступного року у її складі був учасником юнацького чемпіонату Європи (U-19) 2015 року, на якому німці несподівано не змогли вийти з групи. Всього взяв участь у 11 іграх на юнацькому рівні, відзначившись 4 забитими голами.
3 вересня 2015 року він дебютував за молодіжну збірну Німеччини у матчі проти данців. На молодіжному рівні зіграв у 10 офіційних матчах, забив 5 голів.
13 листопада 2015 року дебютував у складі національної збірної Німеччини, вийшовши на заміну на 61 хвилині замість Юліана Дракслера в товариському матчі проти збірної Франції (0:2).
16 листопада 2018 року забив дебютний гол за Німеччину в матчі проти збірної Росії.
Наразі провів у формі головної команди країни 26 матчів, у яких відзначився 6 голами.
| Дата       | Місто                  | Господарі         | Результат | Гості              | Турнір                                    | Голи | Примітки |
| ---------- | ---------------------- | ----------------- | --------- | ------------------ | ----------------------------------------- | ---- | -------- |
| 13-11-2015 | Сен-Дені               | Франція           | 2 – 0     | Німеччина          | товариський матч                          | -    | 61'      |
| 29-5-2016  | Аугсбург               | Німеччина         | 1 – 3     | Словаччина         | товариський матч                          | -    |          |
| 4-6-2016   | Гельзенкірхен          | Німеччина         | 2 – 0     | Угорщина           | товариський матч                          | -    | 69'      |
| 7-7-2016   | Марсель                | Німеччина         | 0 – 2     | Франція            | ЧЄ 2016 - півфінал                        | -    | 79'      |
| 22-3-2017  | Дортмунд               | Німеччина         | 1 – 0     | Англія             | товариський матч                          | -    |          |
| 26-3-2017  | Баку                   | Азербайджан       | 1 – 4     | Німеччина          | Відбір до ЧС 2018                         | -    | 84'      |
| 5-10-2017  | Белфаст                | Північна Ірландія | 1 – 3     | Німеччина          | Відбір до ЧС 2018                         | -    | 72'      |
| 8-10-2017  | Кайзерслаутерн         | Німеччина         | 5 – 1     | Азербайджан        | Відбір до ЧС 2018                         | -    |          |
| 10-11-2017 | Лондон                 | Англія            | 0 – 0     | Німеччина          | товариський матч                          | -    | 87'      |
| 23-3-2018  | Дюссельдорф            | Німеччина         | 1 – 1     | Іспанія            | товариський матч                          | -    | 68'      |
| 27-3-2018  | Берлін                 | Німеччина         | 0 – 1     | Бразилія           | товариський матч                          | -    | 61'      |
| 2-6-2018   | Клагенфурт-ам-Вертерзе | Австрія           | 2 – 1     | Німеччина          | товариський матч                          | -    | 67'      |
| 6-9-2018   | Мюнхен                 | Німеччина         | 0 – 0     | Франція            | Ліга націй УЄФА 2018—2019 - груповий етап | -    | 83'      |
| 13-10-2018 | Амстердам              | Нідерланди        | 3 – 0     | Німеччина          | Ліга націй УЄФА 2018—2019 - груповий етап | -    | 57'      |
| 16-10-2018 | Сен-Дені               | Франція           | 2 – 1     | Німеччина          | Ліга націй УЄФА 2018—2019 - груповий етап | -    | 76'      |
| 15-11-2018 | Лейпциг                | Німеччина         | 3 – 0     | Росія              | товариський матч                          | 1    | 78'      |
| 19-11-2018 | Гельзенкірхен          | Німеччина         | 2 – 2     | Нідерланди         | Ліга націй УЄФА 2018—2019 - груповий етап | 1    | 80'      |
| 20-3-2019  | Вольфсбург             | Німеччина         | 1 – 1     | Сербія             | товариський матч                          | -    | 90+6'    |
| 24-3-2019  | Амстердам              | Нідерланди        | 2 – 3     | Німеччина          | Відбір до ЧЄ 2020                         | 1    |          |
| 8-6-2019   | Борисов                | Білорусь          | 0 – 2     | Німеччина          | Відбір до ЧЄ 2020                         | 1    |          |
| 11-6-2019  | Майнц                  | Німеччина         | 8 – 0     | Естонія            | Відбір до ЧЄ 2020                         | 1    |          |
| 3-9-2020   | Штутгарт               | Німеччина         | 1 – 1     | Іспанія            | Ліга націй УЄФА 2020—2021 - груповий етап | -    | 63'      |
| 6-9-2020   | Базель                 | Швейцарія         | 1 – 1     | Німеччина          | Ліга націй УЄФА 2020—2021 - груповий етап | -    | 46'      |
| 14-11-2020 | Лейпциг                | Німеччина         | 3 – 1     | Україна            | Ліга націй УЄФА 2020—2021 - груповий етап | 1    | 86'      |
| 17-11-2020 | Севілья                | Іспанія           | 6 – 0     | Німеччина          | Ліга націй УЄФА 2020—2021 - груповий етап | -    | 61'      |
| 25-3-2021  | Дуйсбург               | Німеччина         | 3 – 0     | Ісландія           | Відбір до ЧС 2022                         | -    | 79'      |
| 28-3-2021  | Бухарест               | Румунія           | 0 – 1     | Німеччина          | Відбір до ЧС 2022                         | -    | 90+4'    |
| 31-3-2021  | Дуйсбург               | Німеччина         | 1 – 2     | Північна Македонія | Відбір до ЧС 2022                         | -    | 46'      |
| 2-6-2021   | Інсбрук                | Німеччина         | 1 – 1     | Данія              | товариський матч                          | -    | 57' 86'  |
| 7-6-2021   | Дюссельдорф            | Німеччина         | 7 – 1     | Латвія             | товариський матч                          | 1    | 46'      |
| 15-6-2021  | Мюнхен                 | Франція           | 1 – 0     | Німеччина          | ЧЄ 2020 - груповий етап                   | -    | 74'      |
| 19-6-2021  | Мюнхен                 | Португалія        | 2 – 4     | Німеччина          | ЧЄ 2020 - груповий етап                   | -    | 87'      |
| 23-6-2021  | Мюнхен                 | Німеччина         | 2 – 2     | Угорщина           | ЧЄ 2020 - груповий етап                   | -    | 61'      |
| 29-6-2021  | Лондон                 | Англія            | 2 – 0     | Німеччина          | ЧЄ 2020 - 1/8 фіналу                      | -    | 88'      |
| 2-9-2021   | Санкт-Галлен           | Ліхтенштейн       | 0 – 2     | Німеччина          | Відбір до ЧС 2022                         | 1    |          |
| 5-9-2021   | Штутгарт               | Німеччина         | 6 – 0     | Вірменія           | Відбір до ЧС 2022                         | -    | 60'      |
| 8-9-2021   | Рейк'явік              | Ісландія          | 0 – 4     | Німеччина          | Відбір до ЧС 2022                         | 1    | 60'      |
| 8-10-2021  | Гамбург                | Німеччина         | 2 – 1     | Румунія            | Відбір до ЧС 2022                         | -    | 89'      |
| 11-11-2021 | Вольфсбург             | Німеччина         | 9 – 0     | Ліхтенштейн        | Відбір до ЧС 2022                         | 2    | 64'      |
| 14-11-2021 | Єреван                 | Вірменія          | 1 – 4     | Німеччина          | Відбір до ЧС 2022                         | -    | 60'      |
| 26-3-2022  | Зінсгайм               | Німеччина         | 2 – 0     | Ізраїль            | товариський матч                          | -    | 71'      |
| 29-3-2022  | Амстердам              | Нідерланди        | 1 – 1     | Німеччина          | товариський матч                          | -    | 86'      |
| 4-6-2022   | Болонья                | Італія            | 1 – 1     | Німеччина          | Ліга націй УЄФА 2022—2023 - груповий етап | -    | 59'      |
| 7-6-2022   | Мюнхен                 | Німеччина         | 1 – 1     | Англія             | Ліга націй УЄФА 2022—2023 - груповий етап | -    | 83'      |
| 14-6-2022  | Менхенгладбах          | Німеччина         | 5 – 2     | Італія             | Ліга націй УЄФА 2022—2023 - груповий етап | -    | 82'      |
| 23-9-2022  | Лейпциг                | Німеччина         | 0 – 1     | Угорщина           | Ліга націй УЄФА 2022—2023 - груповий етап | -    |          |
| 26-9-2022  | Лондон                 | Англія            | 3 – 3     | Німеччина          | Ліга націй УЄФА 2022—2023 - груповий етап | -    | 68'      |
| 16-11-2022 | Маскат                 | Оман              | 0 – 1     | Німеччина          | товариський матч                          | -    |          |
| 27-11-2022 | Ель-Хаур               | Іспанія           | 1 – 1     | Німеччина          | ЧС 2022 - груповий етап                   | -    | 70'      |
| 1-12-2022  | Ель-Хаур               | Коста-Рика        | 2 – 4     | Німеччина          | ЧС 2022 - груповий етап                   | -    |          |
| Усього     |                        | Матчів            | 50        |                    | Голів                                     | 11   |          |

## Особисте життя
Лерой — син колишнього сенегальського футболіста Сулеймана Сане і колишньої німецької художньої гімнастки, бронзової олімпійської призерки Регіни Вебер. Брати Лероя — Кім і Сіді — також навчались в системі «Шальке 04».
Крім німецького має і французьке громадянство.

## Титули і досягнення
- Володар Кубка конфедерацій (1):

Німеччина: 2017
- Чемпіон Англії (2):

«Манчестер Сіті»: 2017-18, 2018-19
- Володар Кубка Ліги (3):

«Манчестер Сіті»: 2017-18, 2018-19, 2019-20
- Володар Суперкубка Англії (2):

«Манчестер Сіті»: 2018, 2019
- Володар Кубка Англії (1):

«Манчестер Сіті»: 2018-19
- Володар Суперкубка Німеччини (3):

«Баварія»: 2020, 2021, 2022
- Переможець Суперкубка УЄФА (1):

«Баварія»: 2020
- Переможець Клубного чемпіонату світу (1):

«Баварія»: 2020
- Чемпіон Німеччини (4):

«Баварія»: 2020-21, 2021-22, 2022-23, 2024-25